# لمور موشی گوش‌پشمالو
 لمور موشی گوش‌پشمالو (نام علمی: Allocebus trichotis) نام یک گونه از تیره لمورهای کوتوله است.